# Lunar (serie)

Il logo della serie

Lunar è una serie di videogiochi di ruolo per console, realizzati dalla Game Arts e pubblicati dalla Working Designs, ed in seguito dalla Ubisoft e Xseed Games. Le pubblicazioni originali di The Silver Star e Eternal Blue, per Mega CD/Sega CD, sono state in seguito convertite per Sega Saturn con cambiamenti consistenti nella storia e negli aspetti tecnici del gioco. In seguito questi remake sono stati convertiti anche per PlayStation. Il primo titolo della serie fu adattato anche per Microsoft Windows in Giappone e Corea, ed in seguito anche per Game Boy Advance. Una storia parallela, Lunar: Walking School per Game Gear, è stata adattata anche per Sega Saturn, ma non è stata mai pubblicata al di fuori del Giappone. Sostenuta dalla Ubisoft, Game Arts ha creato un nuovo capitolo della serie Lunar per Nintendo DS, pubblicato in America nel 2005. Una remaster de primi 2 giochi della serie "Lunar Remastered Collection" è stata annunciata per primavera 2025, per Play Station 5, Play Station 4, Nintendo Switch, Steam e Xbox One.

## Trama
Le storie della serie si svolgono su una luna abitabile chiamata Lunar, o "La Stella d'Argento", che orbita attorno ad un pianeta simile alla Terra, conosciuta come "La Stella Blu". Migliaia di anni fa, la Stella Blu è stata infettata da male da un oscuro dio di nome Zophar. Il suo male corruppe i cuori degli uomini, trasformandone alcuni in mostri ai suoi voleri. I sopravvissuti invocarono Althena, divinità protettrice della Stella Blu, per chiedere aiuto. Althena si confrontò con Zophar in una battaglia epica, ma la Dea riuscì soltanto a fermare Zophar provvisoriamente sigillandolo in un'altra dimensione, ma distruggendo quasi tutta la vita sul pianeta nel processo.
Impossibilitata a ripristinare la vita sul pianeta per qualche millennio, Althena scelse di trasformare la Stella d'Argento in un mondo simile alla Terra dove vennero trasportati i sopravvissuti. Tra loro non c'erano solo gli esseri umani, ma anche una razza di "uomini-bestia", e un'altra razza di esseri simili ad elfi in grado di utilizzare la magia. Questa razza in seguito conosciuta come "Vile Tribe", aveva rifiutato gli insegnamenti di Althena e per tale ragione era stata bandita in una area di Lunar chiamata "la frontiera", un deserto arido in cui persino il potere magico di Althena non aveva effetto. I Vile Tribe furono i nemici di Althena e dei suoi seguaci per migliaia di anni.
Per proteggere Lunar, Althena creò quattro draghi senzienti - uno bianco, uno rosso, uno blu e uno nero - con ognuno dei quali condivise uno dei suoi poteri divini. Ci sono stati sempre e solo quattro draghi in ogni momento storico, anche se di tanto in tanto essi sono sostituiti con esemplari più giovani. Stranamente, durante la loro infanzia, questi draghi assomigliano a gatti alati parlanti, fino al momento in cui rivendicano il potere del loro predecessore ed assumono la loro forma adulta. I draghi passano la maggior parte della loro vita dormendo nelle profondità, almeno fino a quando il loro intervento non si rende necessario.
Althena decise anche che ci sarebbe stato un prescelto chiamato "Dragonmaster" che avrebbe guidato gli eroi di Lunar e questo prescelto sarebbe stato chiunque fosse riuscito a farsi strada fra le tane nascoste dei Quattro Draghi, superando le terribili prove che questi gli avrebbero fatto affrontare. Ci sono stati molti Dragonmasters nel corso dei secoli, e molti abitanti di Lunar aspirano a conseguire tale titolo. La gente di Lunar divenne molto devota verso la dea Althena, anche la maggior parte di loro ricordano le origini di Lunar come se si trattasse di una vecchia leggenda.
I vari titoli della serie coprono diversi eventi nella storia di Lunar.

## Titoli della serie
- 1992: Lunar: The Silver Star (Mega CD)
- 1995: Lunar: Eternal Blue (Sega CD)
- 1995: Lunar: Walking School (Game Gear)
- 1996: Lunar: Silver Star Story Complete (Saturn, PlayStation, Windows, Game Boy Advance)
- 1998: Lunar 2: Eternal Blue Complete (Saturn, PlayStation)
- 1997: Magic School Lunar! (Saturn)
- 2001: Lunar Legend (Game Boy Advance)
- 2005: Lunar Genesis (Nintendo DS)
- 2010: Lunar: Silver Star Harmony (PlayStation Portable)